# Ben Lawson
Ben Lawson (* 6. Februar 1980 in Brisbane) ist ein australischer Filmschauspieler.

## Leben und Wirken
Lawson wuchs mit vier Brüdern, darunter seinem Bruder Josh, der ebenfalls Schauspieler ist, in Brisbane auf und studierte bis 2004 Schauspiel am National Institute of Dramatic Art in Sydney. Bereits in seiner Jugend spielte er kleinere Rollen in verschiedenen Film- und Fernsehproduktionen. Sein Durchbruch gelang ihm in der australischen Seifenoper Nachbarn, dort spielte er von 2006 bis 2008 eine Hauptrolle, für diese Rolle wurde er für den Logie Award nominiert. 2011 war er in der Romantikkomödie Freundschaft Plus zu sehen, anschließend wirkte er in einigen Fernsehserien wie Bones – Die Knochenjägerin, 2 Broke Girls, Modern Family und weiteren in Episodenrollen mit. Im Jahr 2017 wurde er für eine Hauptrolle in der Polit-Fernsehserie Designated Survivor gecastet und im folgenden Jahr spielte er in der Dramaserie Tote Mädchen lügen nicht die Rolle des Trainers Rick.

## Filmografie (Auswahl)
- 1993: Time Trax – Zurück in die Zukunft (Time Trax, Fernsehserie, Folge 1.01: Reise in die Vergangenheit)
- 1994: Skippy (The Adventures of Skippy, Fernsehserie, Folge 1.34)
- 1995: Silent Hunter
- 1999: Sabrina verhext Australien (Sabrina Down Under)
- 1999: Chamäleon – Todesspiel (Chameleon II: Death Match)
- 2006: Perfect Disaster – Wenn die Natur Amok läuft (Perfect Disaster, Folge 1.03: Feuersturm)
- 2006–2008: Nachbarn (Neighbours, Fernsehserie, 277 Folgen)
- 2010: The Deep End (Fernsehserie, 7 Folgen)
- 2011: Freundschaft Plus (No Strings Attached)
- 2011: Covert Affairs (Fernsehserie, 3 Folgen)
- 2012: The League (Fernsehserie, Folge 4.02: The Hoodie)
- 2012–2013: Apartment 23 (Don't Trust the B---- in Apartment 23, Fernsehserie, 3 Folgen)
- 2013: Bones – Die Knochenjägerin (Bones, Fernsehserie, Folge 9.09: Grausiger Geschmacksverstärker mit Geheimnis)
- 2013: The Exes (Fernsehserie, Folge 3.12: Weihnachtspläne)
- 2014: Secrets & Lies (Fernsehserie, 3 Folgen)
- 2014: Love Child (Fernsehserie, 3 Folgen)
- 2014: Der kleine Tod. Eine Komödie über Sex (The Little Death)
- 2014: Friends with Better Lives (Fernsehserie, Folge 1.11: Nie nach Queens!)
- 2014: 2 Broke Girls (Fernsehserie, Folge 3.21: Die Hochzeitstorte)
- 2014: Modern Family (Fernsehserie, Folge 6.95: Gute Nachbarn, schlechte Nachbarn)
- 2015: Now Add Honey
- 2016: iZombie (Fernsehserie, Folge 2.11: Fifty Shades of Hirn)
- 2016: Billions (Fernsehserie, Folge 1.09: Wo zum Teufel ist Donnie?)
- 2017: Grimm (Fernsehserie, Folge 6.05: Alle sieben Jahre)
- 2017: Doubt (Fernsehserie, 9 Folgen)
- 2017–2018: Designated Survivor (Fernsehserie, 19 Folgen)
- 2018: Tote Mädchen lügen nicht (13 Reasons Why, Fernsehserie, 7 Folgen)
- 2018: The Good Place (Fernsehserie, 3 Folgen)
- 2019: Dollface (Fernsehserie, Folge 1.07: Ganz locker)
- 2019: SLUT (Fernsehserie, Folge 1.01: In Your Face It)
- 2019: Bombshell – Das Ende des Schweigens (Bombshell)
- 2021–2023: Immer für dich da (Fernsehserie)